# Таранущенко Яків Васильович
Я́ків Васи́льович Тарану́щенко (*9 жовтня 1885 — †?) — підполковник Армії УНР. Рідний брат Петра Таранущенка. 

## Життєпис
Народився 9 жовтня 1885 року у Полтаві.
Закінчив Полтавське реальне училище. Витримав іспит на звання однорічника 2-го розряду при Петровському Полтавському кадетському корпусі. 
22 квітня 1905 року — закінчив Київське піхотне юнкерське училище, а у 1914 році — два курси Інтендантської академії.
З 18 липня 1915 завідувач 27-ї польової хлібопекарні.
З 17 вересня 1915 р. — обер-старшина для доручень корпусного інтенданта 5-го армійського корпусу.
З 27 травня 1916 р. — начальник 95-ї польової хлібопекарні.
З 19 лютого 1917 р. — дивізійний інтендант 32-ї піхотної дивізії.
24 лютого 1918 р. — демобілізувався. Останнє звання у російській армії — капітан.
З 26 квітня 1918 р. — діловод інтендантського управління 2-го Подільського корпусу Армії Української Держави.
З 6 червня 1918 р. — обер-старшина для доручень інтендатури Сердюцької дивізії Армії Української Держави.
Із 22 березня 1919 по 21 травня 1920 року жив як приватна особа у Могилеві-Подільському. У подальшому — помічник завідувача хлібопекарні 3-ї Залізної дивізії Армії УНР.
З 14 вересня 1920 року — тимчасово виконуючий обов'язки начальника інтендантського управління Головного управління постачання Військового міністерства УНР. Подальша доля невідома.